# Хвалинський національний парк
Національний парк «Хвалинський» (рос. Национальный парк «Хвалынский») — національний парк розташований на теренах Хвалинського району  Саратовської області Росії. Природоохоронна територія займає північно-східну частину Саратовського Правобережжя і південно-східну частину Приволзької височини.

## Організація парку
Створений 19 серпня 1994 року. 
Початково площа парку становила 25 514 га, до складу входили ліси державного лісового фонду. Постановою уряду  Саратовської області від 23 квітня 2004 року сформована охоронна зона національного парку, вона становить 114 924 га без вилучення земель у землевласників. Загальна площа території  - 140 438 га.
Національний парк «Хвалинський» організовано на базі трьох лісництв:
- Хвалинського (7 357 га),
- Олексіївського (8 527 га)
- Сосново-Мазинського (9 630 га)

Вся територія парку поділена на три функціональні зони:
- заповідна (площа 1 359 га)
- рекреаційна (3 551 га)
- господарського призначення (20 604 га)

На території парку є природні комплекси і об’єкти, які мають особливу екологічну, історичну та естетичну цінність.

## Географія
Національний парк «Хвалинський» має континентальний клімат з теплим і сухим літом, помірно-холодною і малосніжною зимою. Вітри переважають північно-західного , південно-східного та рідше західного напрямків.
Геоморфологічно територія парку розташована на Хвалинських горах, які є найвищою ділянкою Приволзької височини. Найбільша абсолютна висота 369 м. Загальний характер рельєфу піднесений, хвилясто-горбистий . Численні яри, балки, видолинки  (урочище Богданиха, гора Довга, Огурцово, балка Тюрин Поділ, Федорівський Поділ, Рукав тощо) розділяють територію на декілька вододілів нижчого порядку з вершинами: гора Калка (285 м), гора Біленька (345 м), гора Таши (309 м), гора Богданиха (237 м), гора Барминська (340 м), Мордовська шишка (267 м). Вершини і схили цих гір вкриті лісом. Ґрунтовий покрив дуже різноманітний. Корінні породи (крейда, мергель) часто виходять на денну поверхню.

## Рослинний світ
Флора Національного парку «Хвалинський» налічує понад 800 видів судинних рослин. Більше 100 видів рідкісні і перебувають під охороною.
Серед рослин занесених до Червоної книги  Саратовської області є такі: береза пухнаста, астрагал крейдолюбний, солодушка великоквіткова, вовчі ягоди звичайні, кучерявка відігнута колюча, гісоп крейдяний, келерія жорстколиста, ковила пірчаста, півники болотні, безщитник жіночий, бурачок ленський, Тюльпан Шренка, горицвіт весняний, гніздівка звичайна, коручка темно-червона, билинець довгорогий, рдесник злаковий, ефедра двоколоса

## Тваринний світ
Різноманітний і багатий тваринний світ національного парку. За даними досліджень в парку мешкають: 53 види ссавців, 168 видів птахів, 15 видів амфібій і рептилій, 339 видів комах. Багато видів тварин є рідкісними і охороняються як на території  Саратовської області, так і на території Росії.

## Туризм
В національному парку «Хвалинський» організовують захоплюючі екскурсії екологічними стежками. Всі екскурсійні програми містять відомості про історію створення національного парку та про характер і особливості флори і фауни Хвалинського краю. 
Екскурсії по екологічних стежках:
- «Заповідний край»
- «Печера монаха»
- «Святе джерело»
- «Стежкою Хвалісів»
- «Подорож дном прадавнього моря»
- «Гора Біленька»
- «Країна грибних туманів»
- «На семи пагорбах»
- «Стежина здоров'я»
- «Яблуневий сад»
- «Лісові фантазії»
- «Михайлівські світанки»